# NGC 4183
NGC 4183 هي مجرة حلزونية تبعد حوالي 55 مليون سنة ضوئية من الشمس. تمتد حوالي ثمانين ألف سنة ضوئية. تقع في كوكبة السلوقيان (كوكبة). لوحظ NGC 4183 لأول مرة من قبل عالم الفلك البريطاني ويليام هيرشيل في 14 يناير 1788.

## وصلات خارجية
- NGC 4183 على موقع ويكي سكاي: DSS2, SDSS, GALEX, IRAS, Hydrogen α, X-Ray, Astrophoto, Sky Map, Articles and images